# 홍한 묘역
홍한 묘역은 대한민국 경기도 화성시 서신면 홍법리에 있다. 2001년 3월 30일 화성시의 향토문화재 제10호로 지정되었다가, 2019년 10월 23일 향토문화재 제2호로 변경 재분류되었다.

## 개요
화성시 서신면 홍법리에 조성된 남양 홍씨 묘역(경기도 기념물 제168호) 안에 자리 잡고 있다. 봉분은 원형이며, 문인석 1쌍과 1691년(숙종 17)에 건립한 묘갈만 옛 석물이고 나머지는 근래에 새로 조성한 것이다. 최근 후손들이 묘역을 새롭게 정비했다. 홍한(1451년 ~ 1498년)은 경상좌도 수군절도사를 지낸 홍귀해(洪貴海)의 아들로, 과거 급제 후 여러 관직을 거쳐 이조참의에 올랐다.

## 같이 보기
- 화성 홍법리 남양홍씨묘역 - 경기도 기념물 제168호